# Роберт Гофстедтер
Роберт Гофстедтер (англ. Robert Hofstadter; 5 лютого 1915 — 17 листопада 1990) — американський фізик-експериментатор, член національної АН (1958), лауреат Нобелівської премії з фізики 1961 року «За основні дослідження з розсіювання електронів на атомних ядрах і пов'язаних з ними відкриттів в області структури нуклонів». Батько Дугласа Гофстедтера.
Народився Нью-Йорку в родині торговця Луїса Гофстедтера та Генрієти Кенінсберг. У родині було четверо дітей. Роберт був третім сином.
Закінчив Принстонський університет 1938 року, де працював у 1946—1950 роки. З 1950 року працював у Стенфордському університеті, на посаді професора з 1954 і директор лабораторії фізики високих енергій в 1967—1974.
Роботи присвячені ядерній фізиці і ядерній техніці, фізиці високих енергій. Брав участь у створенні великого генератора Ван-де-Граафа. У 1950х отримав кількісну інформацію про розподіл електричного заряду й магнітного моменту на нуклоні і про розміри нуклона. У 1957 визначив зарядовий і магнітний форм-фактори протона, в 1958 — магнітний форм-фактор нейтрона.

## Основні праці
- Hofstadter, R. «Detection of Neutrons with Scintillation Counters», Brookhaven National Laboratory, United States Department of Energy (through predecessor agency the Atomic Energy Commission), (November 1948).
- Hahn, B., Ravenhall, D. G. and R. Hofstadter. «High-energy Electron Scattering and the Charge Distributions of Selected Nuclei,» Stanford University, United States Department of Energy (through predecessor agency the Atomic Energy Commission), Office of Naval Research and United States Air Force, (October 1955).
- Chambers, E.E. and R. Hofstadter. «The Structure of the Proton», Stanford University, United States Department of Energy (through predecessor agency the Energy Research and Development Administration), Office of Naval Research and United States Air Force (April 1956).
- Hofstadter, R. «Structure in the Proton and the Neutron», Stanford University, United States Department of Energy (through predecessor agency the Atomic Energy Commission), (June 1958).
- Collard, H., Hofstadter, R., Hughes, E. B., Johansson, A., Yearian, M. R., Day, R. B. and R. T. Wagner. «Elastic Electron Scattering from Tritium and Helium-3», Stanford University, United States Department of Energy (through predecessor agency the United States Atomic Energy Commission|Atomic Energy Commission), Los Alamos Scientific Laboratory, Office of Naval Research, Air Force Research Laboratory, (October 1964).
- Hofstadter, R. «K-edge Subtraction Angiography with Synchrotron X-Rays: Final Technical Report, (February 1, 1984 to January 31, 1987)»,Stanford University, United States Department of Energy, (September 1987).